# Collégiale Sainte-Croix de Montélimar
 (février 2021).
Si vous disposez d'ouvrages ou d'articles de référence ou si vous connaissez des sites web de qualité traitant du thème abordé ici, merci de compléter l'article en donnant les références utiles à sa vérifiabilité et en les liant à la section « Notes et références ».
La collégiale Sainte-Croix de Montélimar est une ancienne collégiale située à Montélimar, commune de la Drôme.

## Historique
Les premières traces de l'existence de l'église remontent à 1183. Elle est alors citée dans une bulle du pape Lucius III comme propriété de l'abbaye de l'Île-Barbe de Lyon. Elle est alors de style roman. Elle est datée par les historiens locaux Adolphe de Coston et Valentin du Cheylard, respectivement du début du XIe ou du XIIe siècle. Il ne subsiste de cette époque que le bas de la tour du clocher.
En 1412, les consuls de Montélimar commandent une horloge auprès de Jacques Marc, un artisan fribourgeois travaillant à Romans-sur-Isère. À ce même moment est installée une cloche de vingt quintaux (soit 2 000 kg) au sommet du clocher[réf. nécessaire].
Le 10 juin 1449 sur demande du dauphin Louis (futur roi de France), le pape Nicolas V érige l'église en collégiale. Pour répondre à cette décision la collégiale est agrandie entre 1489 et 1499 dans un style gothique[réf. nécessaire].
Une tradition locale veut qu'en 1504 le pape Jules II (ancien évêque de Viviers et d'Avignon) ait consacrée la collégiale après les travaux[réf. nécessaire].
Les consuls de Montélimar font reconstruire le clocher de la collégiale entre 1555 et 1557. Celui-ci est construit dans un style Renaissance italienne et inspiré du Capitole de Rome. Le clocher est d'une hauteur de 35 mètres. Une statue de la vierge est installée à son sommet (mais trop dégradée elle sera retirée en 1984)[réf. nécessaire].
En 1558, la ville fait fondre puis refaire les vieilles cloches de 1412. Mais en 1561 la plus grosse cloche se décroche et elle doit être refaite[réf. nécessaire].
En 1567, une troupe de quatre mille protestants venant de Nîmes prennent la ville de Montélimar. Ils vont alors vandaliser la collégiale. Ils détruiront les autels, des statues et les cloches. Des soldats vont allumer un feu en face du bâtiment et y jeter des livres, objets de cultes et les archives de l'église. Ainsi que les reliques de saint Hébrard (conservées dans l'église depuis 1271). Un incendie est allumé dans le bâtiment et seul le chœur et le clocher subsistent[réf. nécessaire].
Les travaux de reconstruction commencent en 1577. Malgré la prise de Montélimar par les protestants entre 1585 et 1589 les travaux se poursuivent. Pendant ce temps les cérémonies se poursuivent dans l'église de l'hôpital de la ville[réf. nécessaire].
Le culte catholique y est rétabli en 1589 et c'est Pierre Coton (futur confesseur d'Henri IV et Louis XIII) qui en préside la cérémonie[réf. nécessaire].
En 1600, la future reine Marie de Médicis de passage dans la collégiale fait un don de 1 000 écus. Cet argent sera utilisé pour acheter trois nouvelles cloches[réf. nécessaire].
Les travaux prennent fin en 1606, date inscrite en dessous d'une fenêtre de style gothique. Ne subsiste alors de l'édifice médiéval que l'abside. Les consuls de la ville chargent, en 1616, le menuisier Jacques Pavin de fabriquer un nouveau jacquemart en bois recouvert de plomb. En 1638 une sacristie est construite à l'angle sud-est de l'édifice. Puis en 1682 l'orgue de la collégiale est rénovée[réf. nécessaire].
À la suite de la révocation de l'édit de Nantes en 1685 par Louis XIV, le temple protestant de Montélimar est démoli. La cloche de celui-ci est alors installée dans la collégiale, d'où son nom de « la Calvine ». En 1700, les trois anciens jacquemarts, hors d'usage depuis plusieurs années, sont remplacés par trois nouveaux[réf. nécessaire].
A la Révolution française, l'église est transformée en temple du culte de la Raison. Le culte catholique y sera rétabli en 1802, dans le cadre du Régime concordataire français signé par l'empereur Napoléon Ier avec le Vatican[réf. nécessaire].
En 1818 sont réalisées la voûte en brique de la nef et la tribune des orgues.
La collégiale est inscrite à l'inventaire des monuments historiques depuis le 13 mai 2008.

## Pour approfondir